# Dornen (Verfahren)

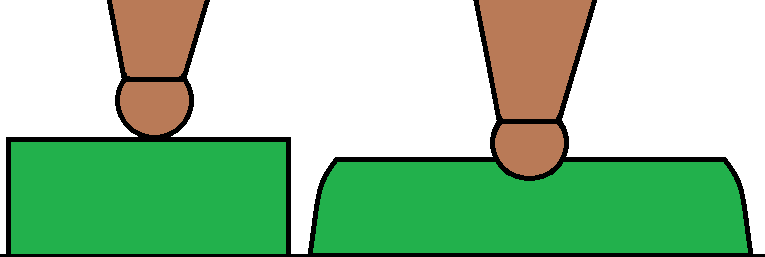
Verfahrensprinzip des Dornens

Das Dornen ist ein Fertigungsverfahren aus der Gruppe des Eindrückens, die zum Druckumformen zählt. Das Werkzeug ist ein Dorn.
Beim Dornen wird – ähnlich wie beim Einsenken, das ebenfalls zum Eindrücken zählt – das Werkzeug in die Oberfläche des Werkstücks hineingedrückt. Die Werkzeugbewegung ist bei beiden Verfahren geradlinig, meist senkrecht zur Oberfläche. Ein Gleiten über die Oberfläche findet nicht statt. Im Gegensatz zum Einsenken ist beim Dornen die Spitze des Werkzeugs abgerundet, teils kugelförmig.
Wenn das Werkstück seitlich nicht abgestützt wird, d. h. beim freien Napfen, dann baucht es auf. In der Nähe des Werkzeuges kommt es zu einem Werkstofffluss entgegen der Werkzeugbewegung. Wenn der Querschnitt des Werkzeuges groß ist gegenüber dem Querschnitt des Werkstückes, dann weicht der Werkstoff des Werkstückes seitlich aus, was eine Verringerung der Höhe des Werkstückes zur Folge hat.
Genutzt wird das Dornen als Vorbereitung für das Durchlochen, einem weiteren Verfahren des Eindrückens, allgemein zur Herstellung von Hohlräumen und bei Varianten mit Ausbauchung für Zwischenprodukte, die zu Kegelrädern weiterverarbeitet werden.